# Anisognathus lacrymosus
Anisognathus lacrymosus là một loài chim trong họ Thraupidae.